# José María Morelos y Pavón, Palenque
José María Morelos y Pavón är en ort i Mexiko.   Den ligger i kommunen Palenque och delstaten Chiapas, i den sydöstra delen av landet, 800 km öster om huvudstaden Mexico City. José María Morelos y Pavón ligger 328 meter över havet och antalet invånare är 258.
Terrängen runt José María Morelos y Pavón är varierad. José María Morelos y Pavón ligger uppe på en höjd. Runt José María Morelos y Pavón är det ganska glesbefolkat, med 23 invånare per kvadratkilometer. Närmaste större samhälle är Lázaro Cárdenas, 9,2 km nordväst om José María Morelos y Pavón. I omgivningarna runt José María Morelos y Pavón växer i huvudsak städsegrön lövskog.